# Umělý horizont

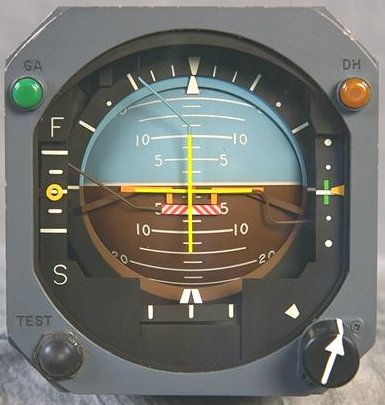
Umělý horizont

Umělý horizont je letecký přístroj, který zobrazuje skutečnou vodorovnou rovinu bez ohledu na dynamické síly, působící na letadlo.

## Princip
Fungování mechanického umělého horizontu je založeno na principu setrvačníku. Uvnitř koule, zobrazující umělý horizont, je setrvačník s osou kolmou k zemskému povrchu. Koule samotná je umístěna v závěsech, které umožňují její otáčení do všech stran a napájení elektrickým proudem. Po zapnutí se setrvačník roztočí a udržuje přístroj ve stále stejné poloze vůči zemskému povrchu.[zdroj?]

## Provedení přístroje
Nejčastějším provedením přístroje je konstrukce, zobrazující v symbolické podobě linii horizontu a barevně odlišené segmenty pozitivního (modré či světlé) a negativního (tmavé) sklonu. Kalibrace a zobrazení obvykle odpovídá pohledu z letounu na zemský povrch, poloha dělicí roviny vůči stupnici pak umožňuje odečítání číselných hodnot. V závislosti na konstrukci gyroskopického mechanismu přístroj tímto způsobem indikuje celý rozsah sklonů a náklonů nebo se při překročení mezního sklonu otevírá pomocná číselná stupnice, na kterou je výchylka přenášena. Hodnota náklonů bývá odečítána proti jezdci na stupnici, umístěné po obvodu měřidla a lepší přístroje bývají doplněny i vestavěným zatáčkoměrem.

## Stabilizace

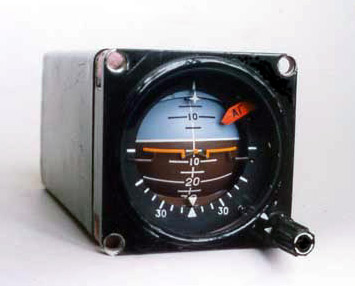
Umělý horizont

Stabilizace přístroje je prováděna průběžně obvykle na pneumatickém principu. Předpokládá se, že dlouhodobý průměr sil, způsobujících zrychlení letadla, má směr gravitační síly. Obvykle proto setrvačník působí zároveň jako malý ventilátorek. Vzniklý proud vzduchu pomocí systému vzduchových trysek a klapek ovládaných závažíčky dorovnává velice pomalu osu setrvačníku do svislé polohy. Konkrétní způsoby provedení této stabilizace jsou předmětem patentů různých firem. Takový stabilizační systém reaguje dostatečně pomalu, aby nebyl citlivý na okamžité manévry letadla v řádu minut, ale zároveň dost pružně na to, aby vyrovnal chyby způsobené manévry, třením mechanismu, jeho nepřesnostmi, nebo změnou kolmého směru, způsobeného otáčením Země nebo změnou kolmého směru při letech na velké vzdálenosti.[zdroj?]

## Nové principy
Od druhé poloviny 20. století probíhají pokusy o vytvoření umělého horizontu, pracujícího na jiných fyzikálních principech, ale žádný zatím nedosáhl významnějšího rozšíření.